# Alta Àustria (Habsburg)
Alta Àustria fou un conjunt territorial de la línia Leopoldina d'Àustria format per l'Àustria Anterior (de títol ducal) i el comtat de Tirol. Es va establir al projecte de repartiment futur dels territoris leopoldians de 1406, després de la mort de Guillem d'Habsburg, i es va concretar el 1411 a la mort de Leopold IV d'Habsburg l'Orgullós quan els territoris leopoldians es divideixen en Àustria Interior (Caríntia, Carniola i Estíria) i Alta Àustria (Tirol i Àustria Anterior).

Els territoris que conformen l'arxiducat d'Àustra

El seu primer posseïdor fou el germà petit de Guillem i Leopold, Frederic IV d'Habsburg. El territori va ser governat de manera separada fins al 1490. quan va passar a mans de Maximilià d'Habsburg i les possessions dels Habsburg es van reunificar sota Frederic III amb la renúncia de Segimon d'Habsburg.
Aquest nom no té relació amb l'actual estat federat de l'Alta Àustria a la república d'Àustria.